# Downwind
Downwind ist ein Musikalbum der Gruppe Pierre Moerlen’s Gong. Es wurde im Sommer 1978 eingespielt und im Jahr 1979 veröffentlicht.

## Hintergrund
Wie die anderen Alben von Pierre Moerlen's Gong ist das Album vor allem am Jazzrock orientiert und hat wenig mit dem eher psychedelischen Space-Rock von Daevid Allen's Gong zu tun, obwohl die Bands eine gemeinsame Vorgeschichte haben. Downwind wurde im Februar 1979 veröffentlicht und markiert eine leichte Abweichung vom Schema der Vorgängeralben Gazeuse! und Expresso II. Während dieses Album immer noch auf der Synthese von flüssigen Gitarrenriffs, virtuosen Trommeln und durchdringenden Marimba- und Xylophonmelodien basiert, die ein Markenzeichen von Pierre Moerlens Gong darstellt, markiert es auch den Beginn einer Bewegung zurück in Richtung herkömmlicher Pop- und Rockmusik. Zwei der Songs auf dem Album, „Aeroplane“ und „What You Know“, sind kurze Popsongs mit Gesang von Moerlen. Weiterhin enthalten ist auch ein Cover von Babatunde Olatunji's „Jin-Go-Lo-Ba“, das bekannt geworden ist durch Santana als „Jingo“. Steve Winwood, Mick Taylor und Mike Oldfield spielen als Gastmusiker Keyboards und Gitarre auf einigen Stücken.

## Rezeption
Sean Trane vergab 3,5 von 5 möglichen Sternen und schrieb bei jazzmusicarchives.com:

“First Gong album under Pierre Moerlen's name, Downwind is a surprising album in many ways, but at least with the evocative artwork, we know who's the boss. Although seeing the line-up of the group on this album is resembling the one of Expresso II, it has al all-star guest cast of Taylor and Lockwood (again), the returning Malherbe but Stevie Winwood and Mike Oldfield. Actually I suspect some of the tracks on this album being recorded during the Expresso II recording sessions.”

„Als erstes Gong-Album unter Pierre Moerlen´s Namen ist Downwind auf vielfältige Weise eine überraschendes Album, aber zumindest wissen wir bei dem eindrucksvollen Cover, wer der Boss ist. Obwohl das Line-Up der Gruppe auf diesem Album ähnlich dem von Expresso II ist, hat es eine All-Star-Gast Besetzung mit Taylor und Lockwood (wieder), der Rückkehrer Malherbe sowie Stevie Winwood und Mike Oldfield. Eigentlich vermute ich, dass einige der Tracks auf diesem Album schon während der Expresso II-Aufnahmesessions aufgenommen wurden.“

Allmusic vergab vier von fünf möglichen Sternen.

## Titelliste
1. Aeroplane – 2:42 (Moerlen, O'Lochlain)
2. Crosscurrents – 6:13 (Moerlen)
3. Downwind – 12:34 (Moerlen)
4. Jin-go-lo-ba – 3:27 (Olatunji)
5. What You Know – 3:44 (Moerlen, O'Lochlain)
6. Emotions – 4:46 (Moerlen)
7. Xtasea – 6:40 (Moerlen)